# Espártoco III
Espártoco III fue un rey del Bósforo que reinó del 304 al 284 a. C.

## Reinado
Según Diodoro Sículo, después de la muerte en accidente del rey Eumelo, su hijo, Espártoco III, le sucedió y reinó durante veinte años.
Mantuvo buenas relaciones con Atenas, a la que avituallaba de trigo. Es en este contexto que la erección en Atenas de una estatua en honor del monarca, destinada a estar ubicada cerca de sus ancestros, fue votada en la Asamblea ateniense (Ekklesía) bajo el arcontado de Diotimo en 285/284 a. C.
Espártoco III fue tal vez el padre de Perisades II.